# Keith Herron
Keith Orlando Herron (Memphis, Tennessee, 14 de junio de 1956) es un exjugador de baloncesto estadounidense que jugó tres temporadas en la NBA. Con 1,98 metros de estatura, lo hacía en la posición de alero.

## Trayectoria deportiva

### Universidad
Jugó durante cuatro temporadas con los Wildcats de la Universidad Villanova, en las que promedió 18,5 puntos y 4,7 rebotes por partido. Acabó su carrera como líder histórico de anotación de su universidad, con 2.170 puntos, solo superado posteriormente por Kerry Kittles en 1996. en sus dos últimas temporadas fue elegido en el mejor quinteto de la Philadelphia Big 5.

### Profesional
Fue elegido en la vigésimo cuarta posición del Draft de la NBA de 1978 por Portland Trail Blazers, siendo cortado poco antes del comienzo de la temporada 1978-79, para ser repescado días después por los Atlanta Hawks. Su primera temporada como profesional fue frustrante, siendo el jugador menos utilizado por su entrenador Hubie Brown, jugando solo en 14 partidos en los que promedió 2,9 puntos.
Tras ser despedido en el mes de enero, los Hawks volvieron a contratarlo antes del comienzo de la temporada 1979-80, pero fue despedido nuevamente sin iniciarla. Tras jugar unos meses en el Avanti Bruges de Bélgica, ficha por los Detroit Pistons como agente libre, donde llega a alcanzar incluso la titularidad, acabando la temporada como el cuarto mejor anotador del equipo, cn 13,7 puntos por partido, a los que añadió 2,6 rebotes.
A pesar de su buena temporada, fue despedido antes del inicio de la siguiente, fichando por Cleveland Cavaliers en el mes de diciembre. En unos Cavs que tuvieron hasta cuatro entrenadores diferentes y por el que pasaron hasta 23 jugadores a lo largo de la temporada, no consigue encontrar un hueco, jugando menos de 10 minutos por partido para promediar 2,8 puntos por partido. Tras ser nuevamente despedido, probó fortuna con los Washington Bullets que se deshicieron de él antes del inicio de la temporada, retirándose definitivamente.

## Estadísticas de su carrera en la NBA

### Temporada regular
| Temporada | Edad | Equipo              | Liga | P   | TIT | MIN  | TC  | TCA  | %TC  | 3P  | 3PA | %3P  | TL  | TLA | %TL  | R.OF. | R.DEF. | REB | ASIS | ROB | TAP | PER | FP  | PTS  |
| 1978-79   | 22   | Atlanta Hawks       | NBA  | 14  |     | 5.8  | 1.0 | 3.4  | .292 |     |     |      | 0.9 | 0.9 | .923 | 0.3   | 0.4    | 0.7 | 0.2  | 0.4 | 0.1 | 0.4 | 0.8 | 2.9  |
| 1980-81   | 24   | Detroit Pistons     | NBA  | 80  |     | 28.4 | 5.4 | 11.9 | .453 | 0.0 | 0.1 | .182 | 2.9 | 3.3 | .854 | 1.2   | 1.4    | 2.6 | 1.9  | 1.1 | 0.3 | 1.9 | 1.9 | 13.7 |
| 1981-82   | 25   | Cleveland Cavaliers | NBA  | 30  | 0   | 9.0  | 1.3 | 3.5  | .368 | 0.0 | 0.0 | .000 | 0.2 | 0.3 | .875 | 0.3   | 0.4    | 0.7 | 0.8  | 0.3 | 0.1 | 0.4 | 0.8 | 2.8  |
| Total     |      |                     | NBA  | 124 | 0   | 21.1 | 3.9 | 8.9  | .438 | 0.0 | 0.1 | .167 | 2.0 | 2.3 | .858 | 0.9   | 1.0    | 2.0 | 1.4  | 0.8 | 0.2 | 1.4 | 1.5 | 9.8  |